# シャローム・ハーロウ
シャローム・ハーロウ（Shalom Harlow, 1973年12月5日 - ）は、カナダ・オンタリオ州出身のスーパーモデル・女優。
「シャローム」とは、ヘブライ語で「平和」を意味する言葉で、母親が付けた。しかし、彼女の家族はユダヤ系ではない。
高校生の時、トロントで行われたザ・キュアーのコンサートでスカウトされる。ラルフ・ローレンやダナ・キャランのモデルとして知られた。MTVに親友のアンバー・ヴァレッタと番組を持っていた。シャネルの香水、「ココ」のイメージモデルである。

## 映画出演作品
- イン&アウト In&Out (1997)
- バニラ・スカイ Vanilla Sky (2001)
- THE SALTON SEA ソルトン・シー The Salton Sea (2002)
- 10日間で男を上手にフル方法 How to Lose a Guy in 10 Days (2003)
- メリンダとメリンダ Melinda and Melinda (2004)
- ライフ・イズ・ベースボール Game 6 (2005)